# 이야기 소녀
《이야기 소녀》(The Story Girl)는 루시 모드 몽고메리의 소설이다.

## 등장인물
- 새라 스탠리
- 비버리 킹
- 대니얼 킹
- 펠리시티 킹
- 세실리 킹
- 펠릭스 킹
- 피터 크레이그
- 새라 레이